# Thomas Rosch

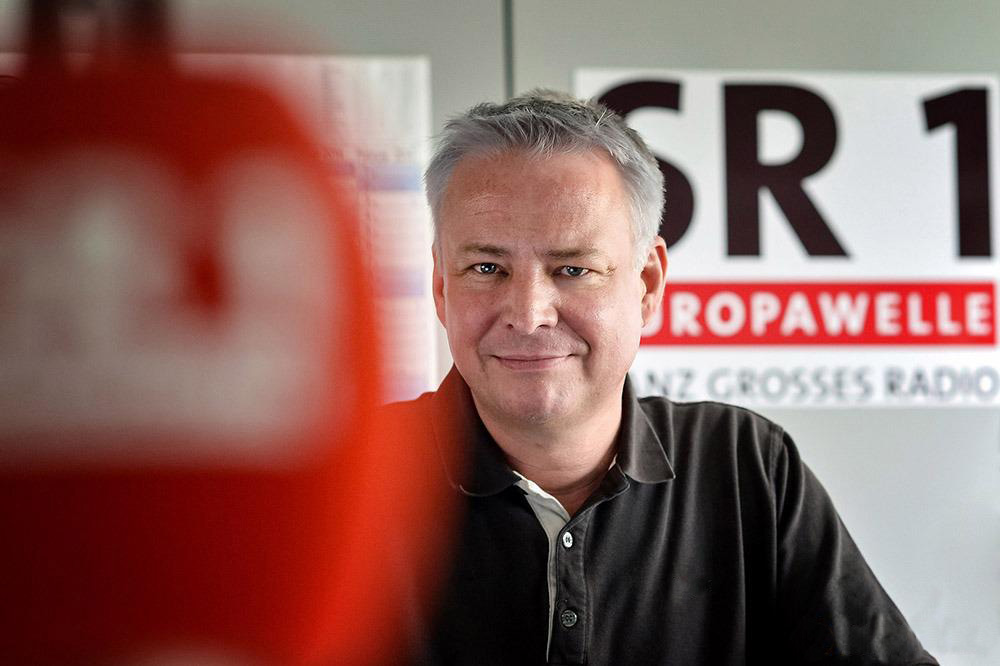
Thomas Rosch im Sendestudio von SR1 beim Saarländischen Rundfunk

Thomas Rosch  (* 18. Oktober 1967 in Saarbrücken) ist ein deutscher Radiomoderator und Programmchef von SR1 und UNSERDING des Saarländischen Rundfunks.

## Leben
Thomas Rosch ist im Saarland aufgewachsen, absolvierte sein Abitur am staatlichen Ludwigsgymnasium Saarbrücken 1987 und studierte nach seiner Bundeswehrzeit 1988 zunächst Betriebswirtschaftslehre, später Politikwissenschaft mit den Nebenfächern Sprachwissenschaft und Amerikanistik an der Universität des Saarlandes. Neben seiner Radio-Tätigkeit ist er als Event-Moderator aktiv, beispielsweise moderierte er mehrere Jahre beim Tag der offenen Tür der Bundesregierung in Berlin. Als Sprecher lieh er vielen Hörfunkspots, Werbefilmen und TV-Dokumentationen seine Stimme.

## Radio
Nach ersten Sendungen im Offenen Kanal Saarbrücken 1988 wurde er 1989 Mitglied der Gründungsmannschaft von Radio Salü. Er moderierte seine eigene Sendung und auf zahlreichen Außenveranstaltungen. Zudem war er Leiter der Abteilung „Off- und On-Air Promotion und Marketing“ und Produktionsleiter für die Produktion von Jingles und Trailern.
1994 wechselte Thomas Rosch zu SR 1 Europawelle, wo er bis 1996 zu allen Tageszeiten moderierte, auch bei diversen Außenveranstaltungen. Er betreute diverse Produktionen und war DJ bei SR 1 Veranstaltungen.
1996 wechselte er zu Delta Radio nach Kiel. Auch hier moderierte er die Frühsendung Delta Radio Morgenland, die Rosch-Hour und zahlreiche Außenveranstaltungen. Er war Leiter der Produktionsabteilung und der Abteilung „On- und Off-Air-Promotion/Marketing“.
1997 kehrte er zu SR 1 zurück. Von 2002 bis 2007 war Thomas Rosch Früh-Moderator – zuerst zusammen mit Colette Dryja (Dryja & Rosch) – und später mit Daniel Simarro (Simarro & Rosch). Danach moderierte er bis 2018 die Vormittags-Sendung „Kollege Rosch“ mit Schwerpunkt Service-Themen und die Wenn-schon-Radio-dann-diese-Show.
Auch bei SR 1 wurde Thomas Rosch mit der Digitalen Produktion von Trailern und Jingles beauftragt. Des Weiteren versah er Redaktionsdienste. Seit 2007 wurde Thomas Rosch verstärkt im Marketing eingesetzt.
2010 wurde er Programmmanager und Marketingbeauftragter im Programmbereich SR 1/Junge Angebote. 2011 ernannte man ihn zum SR-Beauftragten für Herzenssache, die Kinderhilfsaktion von SR, SWR und Sparda-Bank.
Am 1. November 2018 wurde Thomas Rosch die Leitung der Programmgruppe „Musik und Unterhaltung“ bei SR 1/Junge Angebote übertragen.
Am 6. Juli 2021 wurde Thomas Rosch vom Verwaltungsrat des Saarländischen Rundfunks mit Wirkung zum 1. August 2021 zum Programmchef von SR1 und UNSERDING gewählt.